# Maria Thayer
Maria Thayer (née le 30 octobre 1975) est une actrice américaine connue principalement pour le rôle de Rory dans Admis à tout prix et aussi pour celui de Tammi Littlenut dans Strangers with Candy. Elle peut être vue dans le film Sans Sarah, rien ne va !.

## Biographie
Thayer est née à Portland, en Oregon, et a grandi dans la petite ville de Boring, à l'est de Portland, où ses parents possédaient une ferme apicole.

## Filmographie

### Cinéma
- 1999 : Kimberly : Louise
- 2001 : Storytelling : Amy
- 2003 : Scratch (court métrage de Julia Solomonoff)
- 2005 : Strangers with Candy : Tammi Littlenut
- 2005 : Hitch, expert en séduction : Lisa
- 2006 : Admis à tout prix : Rory
- 2008 : Sans Sarah, rien ne va ! (Forgetting Sarah Marshall) : Wyoma
- 2009 : Jeux de pouvoir (State of Play) : Sonia Baker
- 2011 : Let Go (film) : Beth
- 2017 : Table 19 de Jeffrey Blitz : Kate Millner

### Télévision
- 1999-2000 : Strangers with Candy : Tammi Littlenut (14 épisodes)
- 2001 : Big Apple : Rosemary (3 épisodes)
- 2001 : The Education of Max Bickford (en) : Tina (saison 1, épisode 2)
- 2003 : Miss Match : Chelsea Greer (saison 1, épisode 1)
- 2003 : New York, section criminelle : Claire Brody (saison 3, épisode 7)
- 2004 : Comedy Lab (en) : Jill (saison 6, épisode 1)
- 2005 : Romancing the Bride (en) (TV) : Kimmy
- 2006 : Will et Grace : Lila (saison 8, épisode 23)
- 2006 : The Colbert Report : Jenny (voix) (saison 2, épisode 115)
- 2006 : Nip/Tuck : une consultante (saison 4, épisode 7)
- 2006 : New York, unité spéciale : Hope (saison 8, épisode 6)
- 2008 : Lipstick Jungle : Les Reines de Manhattan : Cassidy (saison 2, épisodes 6 et 10)
- 2009 : 30 Rock : Jennifer Rogers (saison 3, épisode 11)
- 2009 : Dr House : Annie (saison 5, épisode 24)
- 2010 : Important Things with Demetri Martin : Edith (saison 2, épisode 3)
- 2010 : Our Show (TV)
- 2011 : Traffic Light : Esme (saison 1, épisode 4)
- 2011-2013 : Eagleheart : Susie Wagner (30 épisodes)
- 2011 : La Loi selon Harry : Julie Cassidy (saison 2, épisode 10)
- 2011 : Mademoiselle Noël (Annie Claus is Coming to Town, TV) : Annie Noël
- 2012 : Louie : la fille de la location de voitures (saison 3, épisode 8)
- 2012 : New Girl : Amelia (saison 2, épisode 6)
- 2013 : Portlandia (saison 3, épisode 4)
- 2013 : Sex Surrogates : Lisa
- 2013 : Cougar Town : Riggs (saison 4, 3 épisodes)
- 2013 : Family Tools : Wendy Doyle (saison 1, épisode 2)
- 2013 : Maron : Megan (saison 1, épisode 4)
- 2013 : Arrested Development : Tracey Bluth (saison 4, épisode 13)
- 2014 : Review : Eliza (saison 1, épisode 8)
- 2014 - ... : Gotham : Scottie (saison 1, saison 2)
- 2015 : Man Seeking Woman : Maude
- 2016-2019 : Those Who Can't : Abbey Logan
- 2017 : Brooklyn Nine-Nine : Jean Munhroe (saison 5, episode 6)